# Ettore Scola
Ettore Scola (Trevico, 1931. május 10. – Róma, 2016. január 19.) háromszoros César-díjas olasz filmrendező és forgatókönyvíró. Az 1950-es évek elején kezdett forgatókönyvírással foglalkozni, egy évtizeddel később pedig rendezőként is bemutatkozott. Könnyed hangvételű, szórakoztató filmeket éppúgy rendezett, mint gondos lélek- és környezetrajzra épülő drámákat. Néhány dokumentumfilm elkészítésében is részt vett. Évtizedeken át tagja volt az Olasz Kommunista Pártnak, néhány évig az ún. árnyékkormány filmügyekben illetékes miniszterjelöltje volt. Az 1980-as évek elején Magyarországon is járt. Az 1990-es években a Piazza Navona elnevezésű projekt keretében fiatal rendezők és forgatókönyvírók pályafutását egyengette. Egyik lánya, Gioia színésznő lett (érdekes módon a papával sosem forgatott), másik lánya, Silvia forgatókönyvíró, aki az 1980-as évek végétől működik közre édesapja filmjeinek elkészítésében.

## Pályafutása

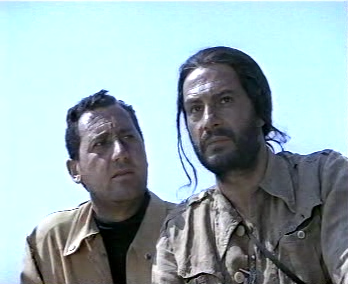
Sikerül-e hőseinknek megtalálniuk Afrikában titokzatosan eltűnt barátjukat? (Alberto Sordi és Nino Manfredi)

Ettore Scola 18 éves korában ment Rómába, hogy jogot tanuljon az egyetemen. Újságíróként és karikaturistaként kezdett dolgozni, többek között a Marc’ Aurelio nevű lapnál, ahol Federico Fellini is ténykedett. 1952-ben részt vett Domenico Paolella Canzoni di mezzo secolo című filmje forgatókönyvének megírásában, s innentől kezdve folyamatosan foglalkoztatták mint társ-forgatókönyvírót. A maguk idejében sikeres, de filmtörténeti szempontból javarészt nem túl jelentős alkotások megírásában vett részt. Paolella mellett például Mario Mattoli, Steno, Bruno Paolinelli, Mauro Bolognini és Antonio Pietrangeli filmesítették meg a szkriptjeit olyan népszerű sztárok közreműködésével, mint Alberto Sordi, Sophia Loren, Ugo Tognazzi, Giulietta Masina, Vittorio De Sica, Nino Manfredi, Sandra Milo és mások. 1964-ben Beszéljünk a nőkről! címmel megrendezte első filmjét, mely rövid történetekből áll. Valamennyi epizód főszerepét Vittorio Gassman játszotta, a pellengérre állított hölgyeket pedig olyan színésznők formálták meg, mint Giovanna Ralli, Antonella Lualdi és Sylva Koscina. A Belfagor a pokolból (1966) főszerepét ugyancsak Gassman alakította, Claudine Auger, Mickey Rooney és Gabriele Ferzetti társaságában. A mulatságos komédiában Belzebub azzal bízza meg Belfagort és cimboráját, Adramaleket, hogy tíz nap alatt szítsanak háborút Firenze és Róma között, hogy minél több lélek kerüljön a pokolba. Az ördögi terv megvalósításához éppen a pápa házasodni készülő fia tűnik a legmegfelelőbb eszköznek. Alberto Sordi, Nino Manfredi és Bernard Blier komédiáznak a Sikerül-e hőseinknek megtalálniuk Afrikában titokzatosan eltűnt barátjukat? (1968) című vígjátékban, amelyben egy sikeres, de kissé zűrös életű üzletembernek kapóra jön, hogy felesége és sógornője unszolására Afrikába utazzon felkutatni rég nem látott barátját. Persze a feladat nem olyan egyszerű, mint amilyennek látszik. Scola korai filmjei szép sikert arattak (Magyarországon is), és jó iskolát jelentettek a rendező számára, mivel megtanulta a szórakoztatás, a nevettetés fortélyait. Már forgatókönyvíróként is célkitűzése volt, hogy meg tudja nevettetni a közönséget, mert szerinte az a film, amin nevetni is lehet, sokkal emberibb, ezáltal mélyebben megérinti a nézőt. A humor éppen ezért szinte mindegyik alkotásában jelen van, a társadalmi háttér, a drámai körítés azonban csak az 1970-es évektől kezdve vált erőteljesebbé a filmjeiben.

Egy különleges nap (Marcello Mastroianni és Sophia Loren)

A Féltékenységi dráma (1970) az akkori jelenben játszódó tragikus szerelmiháromszög-történet Monica Vitti, Marcello Mastroianni és Giancarlo Giannini főszereplésével. Két évtizede Amerikában él Az örök vesztes, Rocco Papaleo (1971) szicíliai származású főszereplője – szintén Mastroianni alakítja –, akinek élete ugyan mit sem változott az eltelt évek alatt, naivitását azonban a nehézségek ellenére sem veszítette el. Aktuális társadalmi problémákat feszegetett a Fiatváros alattvalói (1973), melynek főszereplői a munkanélküliség elől Dél-Olaszországból északra költöznek, ahol azonban egyáltalán nem fogadják őket tárt karokkal, és a beilleszkedés nehézségeivel kell szembenézniük. Scola egyik példaképének, Vittorio De Sicának ajánlotta a Mennyire szerettük egymást! (1974) című filmjét, amely a felszabadulástól a terrorizmus időszakáig követi nyomon különböző társadalmi rétegekhez tartozó szereplői sorsát. A főszerepeket Nino Manfredi, Vittorio Gassman, Stefania Sandrelli, Giovanna Ralli és Stefano Satta Flores játszották, de – önmagukat alakítva – a filmben felbukkant Mastroianni és Federico Fellini is. Nagy szakmai és közönségsiker volt a Csúfak és gonoszak (1976) című fergeteges szatíra, amely Róma nyomornegyedében játszódik, részben amatőr szereplők közreműködésével. A főszerepben Nino Manfredi nyújtott parádés alakítást. Scola e filmhez barátja és kollégája, Pier Paolo Pasolini korai alkotásaiból és aktuális médiahírekből merített ihletet, két kisebb szerepet pedig Pasolini felfedezettjeire, Franco Merlire és Ettore Garofolóra osztott. A fasizmus idején játszódó kamaradráma az Egy különleges nap (1977), Sophia Loren és Marcello Mastroianni jutalomjátéka. 1938. május 8-án Adolf Hitler látogatást tett Mussolininél, s az eseményre százezrével özönlött az olasz főváros népe. Egy belvárosi házban azonban otthon maradt két ember: a házasságába belefáradt sokgyermekes Antonietta és a deportálása előtt álló homoszexuális rádióbemondó, Gabriele. Kettőjük egymásra találását ábrázolja a film megindítóan, de minden hamis érzelgősségtől mentesen. A terasz (1980) bizonyos értelemben a Mennyire szerettük egymást! folytatásának tekinthető. A film kicsit gunyoros körképet ad arról, hogy mivé is lettek az 1950-es, 1960-as évek lázadó fiataljai. Főszereplők: Jean-Louis Trintignant, Vittorio Gassman, Marcello Mastroianni, Ugo Tognazzi, Serge Reggiani, Stefania Sandrelli és Carla Gravina.

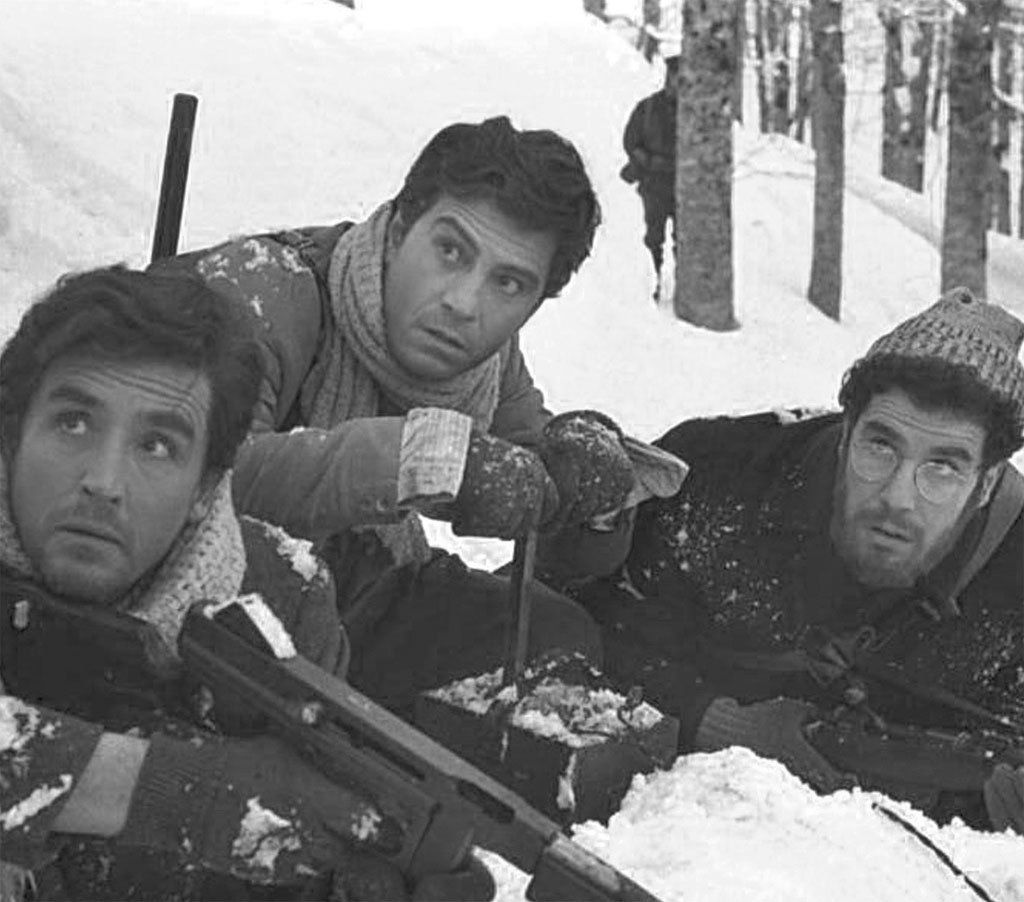
Mennyire szerettük egymást! (Vittorio Gassman, Nino Manfredi és Stefano Satta Flores)

Furcsa szerelmi háromszöget ábrázol a XIX. században játszódó Szerelmi szenvedély (1981) című dráma, melyben a délceg katonatisztet (Bernard Giraudeau) egy csúnyácska teremtés (Valeria D’Obici) hódítja el szépséges kedvesétől (Laura Antonelli). Kicsit talán meglepő, de a film ötletéből néhány évvel később musical is született Passion (Szenvedély) címmel Stephen Sondheim és James Lapine jóvoltából. A nagy francia forradalom idején, 1791-ben játszódik  A postakocsi (1982) című történelmi dráma, elsőosztályú szereposztással: Marcello Mastroianni, Jean-Louis Barrault, Hanna Schygulla, Harvey Keitel, Jean-Claude Brialy és Laura Betti. XVI. Lajos francia király családjával együtt szökést kísérel meg Párizsból. Ugyanazon a napon egy másik hintó is útnak indul Varennes irányába, és a különböző társadalmi osztályhoz tartozó utasok a múlt, a jelen és a jövő eltérő felfogását képviselik. A 20. századi francia történelem 50 évét meséli el szöveg nélkül, kizárólag a kép és a tánc segítségével A bál (1983) című film, melyet a párizsi Theatre du Campagnol egyik előadása ihletett. (A film alapján viszont magyar színházi előadás született.) A közreműködő 24 színész 140 különféle szerepet játszik el. A zenét a világhírű Vladimir Cosma komponálta. A család (1987) – ahogyan a címe is sejteti – egy család történetét meséli el három generáción keresztül, 8 évtizedet felölelve. A cselekménynek csupán egyetlen helyszíne van, egy lakás, melynek lakóit és vendégeit olyan kiváló művészek keltik életre, mint Vittorio Gassman, Stefania Sandrelli, Fanny Ardant, Philippe Noiret és Ottavia Piccolo. Scola alkotását a következő évben a legjobb idegen nyelvű filmnek járó Oscar-díjra jelölték. A Fracassa kapitány utazása (1990) Théophile Gautier sokszor megfilmesített regényének talán legemlékezetesebb mozgóképes feldolgozása Vincent Perez, Emmanuelle Béart, Massimo Troisi és Ornella Muti főszereplésével. Az 1970-es évek Scola-filmjeinek hangvételét idézi a Mario, Maria és Mario (1993) című alkotás, mely egy szerelmi háromszög történetén keresztül mutatja be azt a válsághelyzetet, melyet a berlini fal leomlása és az azt követő változások okoztak az Olasz Kommunista Párton belül. Alberto Sordi utolsó nagy alakítása volt Bartoloni úr szerepe az Egy szegény fiú regénye (1995) című drámában, melyben az általa játszott idős férfi összebarátkozik fiatal és munkanélküli szomszédjával, akinek megdöbbentő ajánlatot tesz: minden megtakarított pénzét a fiatalembernek adja, ha segít megszabadítani őt zsörtölődő és iszákos feleségétől. Scola kedvenc színészei – Gassman, Sandrelli, Ardant és Giannini – játszanak A vacsora (1998) című filmben, amely az 1990-es évek végén játszódik, s egy kis olasz vendéglő tulajdonosainak és vendégeinek életébe, titkaiba nyújt bepillantást. A Római emberek (2003) a Mester legelső filmjéhez hasonlóan apró történetek füzére az új évezred római polgárairól, hol vidám, hol melankolikus, hol pedig szívfacsaró hangvételben.

## Játékfilmjei (mint rendező)
(Mindegyik filmnek a forgatókönyvírója is volt.)
- 2003 Római emberek (Gente di Roma)
- 2001 Concorrenza sleale
- 1998 A vacsora (La Cena)
- 1995 Egy szegény fiú regénye (Romanzo di un giovane povero)
- 1993 Mario, Maria és Mario (Mario, Maria e Mario)
- 1990 Fracassa kapitány / Fracassa kapitány utazása (Il viaggio di Capitan Fracassa)
- 1989 Hány óra? (Che ora è?)
- 1989 Splendor
- 1987 A család (La famiglia)
- 1987 Imago urbis
- 1985 Makaróni (Maccheroni)
- 1983 A bál (Le Bal)
- 1982 A postakocsi (La nuit de Varennes)
- 1981 Szerelmi szenvedély (Passione d'amore)
- 1980 A terasz (La Terrazza)
- 1978 Signore e signori, buonanotte
- 1977 Új szörnyetegek (I nuovi mostri) (a L'uccellino della Val Padana, az Il sospetto, a Hostaria, a Come una regina, a Cittadino esemplare, a Sequestro di persona cara és az Elogio funebre című epizódok)
- 1977 Egy különleges nap (Una giornata particolare)
- 1976 Csúfak és gonoszak / Csúfak, piszkosak és gonoszak (Brutti sporchi e cattivi)
- 1975 Carosello per la campagna referendaria sul divorzio
- 1974 Mennyire szerettük egymást! (C'eravamo tanto amati)
- 1973 Fiatváros alattvalói (Trevico-Torino – viaggio nel Fiat-Nam)
- 1972 Életem legszebb estéje (La Più bella serata della mia vita)
- 1971 Az örök vesztes, Rocco Papaleo (Permette? Rocco Papaleo)
- 1970 Féltékenységi dráma (Dramma della gelosia - tutti i particolari in cronaca)
- 1969 Kisvárosi felügyelő (Il Commissario Pepe)
- 1968 Sikerül-e hőseinknek megtalálniuk Afrikában titokzatosan eltűnt barátjukat? (Riusciranno i nostri eroi a ritrovare l'amico misteriosamente scomparso in Africa?)
- 1966 Belfagor a pokolból (L’Arcidiavolo)
- 1965 La Congiuntura
- 1965 Thrilling (az Il Vittimista című epizód)
- 1964 Beszéljünk a nőkről! (Se permettete parliamo di donne)

## Fontosabb díjak és jelölések

### César-díj
- 1977 díj Mennyire szerettük egymást! (legjobb külföldi film)
- 1978 díj Egy különleges nap (legjobb külföldi film)
- 1984 díj A bál (legjobb rendező)

### David di Donatello-díj
- 1978 díj Egy különleges nap (legjobb rendező)
- 1983 díj A postakocsi (legjobb forgatókönyv; megkapta még: Sergio Amidei)
- 1984 díj A bál (legjobb rendező, Alitalia-díj)
- 1986 díj Róma városának arany medálja
- 1987 díj A család (legjobb rendező, legjobb forgatókönyv; megkapta még: Ruggero Maccari, Furio Scarpelli)

### Ezüst Szalag díj
- 1966 díj Én jól ismerem őt (legjobb forgatókönyv; megkapta még: Antonio Pietrangeli, Ruggero Maccari)
- 1978 díj  Egy különleges nap (legjobb forgatókönyv; megkapta még: Maurizio Costanzo, Ruggero Maccari)
- 1980 díj A terasz (legjobb forgatókönyv; megkapta még: Agenore Incrocci és Furio Scarpelli)
- 1981 díj Szerelmi szenvedély (legjobb forgatókönyv; megkapta még: Ruggero Maccari)
- 1987 díj A család (legjobb rendező, legjobb forgatókönyv; megkapta még: Ruggero Maccari, Furio Scarpelli)

### Berlini filmfesztivál
- 1984 díj A bál (Ezüst Medve díj, a Berliner Morgenpost díja)
- 1984 jelölés A bál (Arany Medve-jelölés)
- 1991 jelölés Fracassa kapitány utazása (Arany Medve-jelölés)

### Cannes-i filmfesztivál
- 1970 jelölés Féltékenységi dráma (Arany Pálma)
- 1976 jelölés Csúfak és gonoszak (Arany Pálma)
- 1976 díj Csúfak és gonoszak (legjobb rendezés díja)
- 1977 jelölés Egy különleges nap (Arany Pálma)
- 1980 jelölés A terasz (Arany Pálma)
- 1980 díj A terasz (legjobb forgatókönyv díja; megkapta még: Agenore Incrocci és Furio Scarpelli)
- 1981 jelölés Szerelmi szenvedély (Arany Pálma)
- 1982 jelölés A postakocsi (Arany Pálma)
- 1987 jelölés A család (Arany Pálma)
- 1989 jelölés Splendor (Arany Pálma)

### Moszkvai filmfesztivál
- 1975 díj Mennyire szerettük egymást! (nagydíj)
- 2001 díj Concorrenza sleale (Ezüst Szent György-díj)
- 2001 jelölés Concorrenza sleale (Arany Szent György-díj)

### Velencei filmfesztivál
- 1990 Pietro Bianchi-díj
- 1995 jelölés Egy szegény fiú regénye (Arany Oroszlán-jelölés)